# Капрош, Фёдор Алексеевич
Фёдор Алексеевич Капрош — советский хозяйственный деятель, Герой Социалистического Труда.

## Биография
Родился в 1930 году в селе Мамалыга. Член КПСС.
В 1958—1995 гг. — секретарь партийной организации в селах Стальновцы и Мамалыга, председатель колхоза «Большевик» в селе Стальновцы Новоселицкого района Черновицкой области, председатель ордена Трудового Красного Знамени колхоза «Дружба народов» Новоселицкого района Черновицкой области Украинской ССР.
Указом Президиума Верховного Совета СССР от 24 декабря 1976 года присвоено звание Героя Социалистического Труда с вручением ордена Ленина и золотой медали «Серп и Молот».
Делегат XXV съезда КПСС.
Умер в селе Малиновка в 2000 году.